# Donald Lewis Campbell
Donald Lewis Campbell (5 de agosto de 1904 — 1 de setembro de 2002) foi um químico estadunidense.